# Ukrajinská propaganda během ruské invaze na Ukrajinu

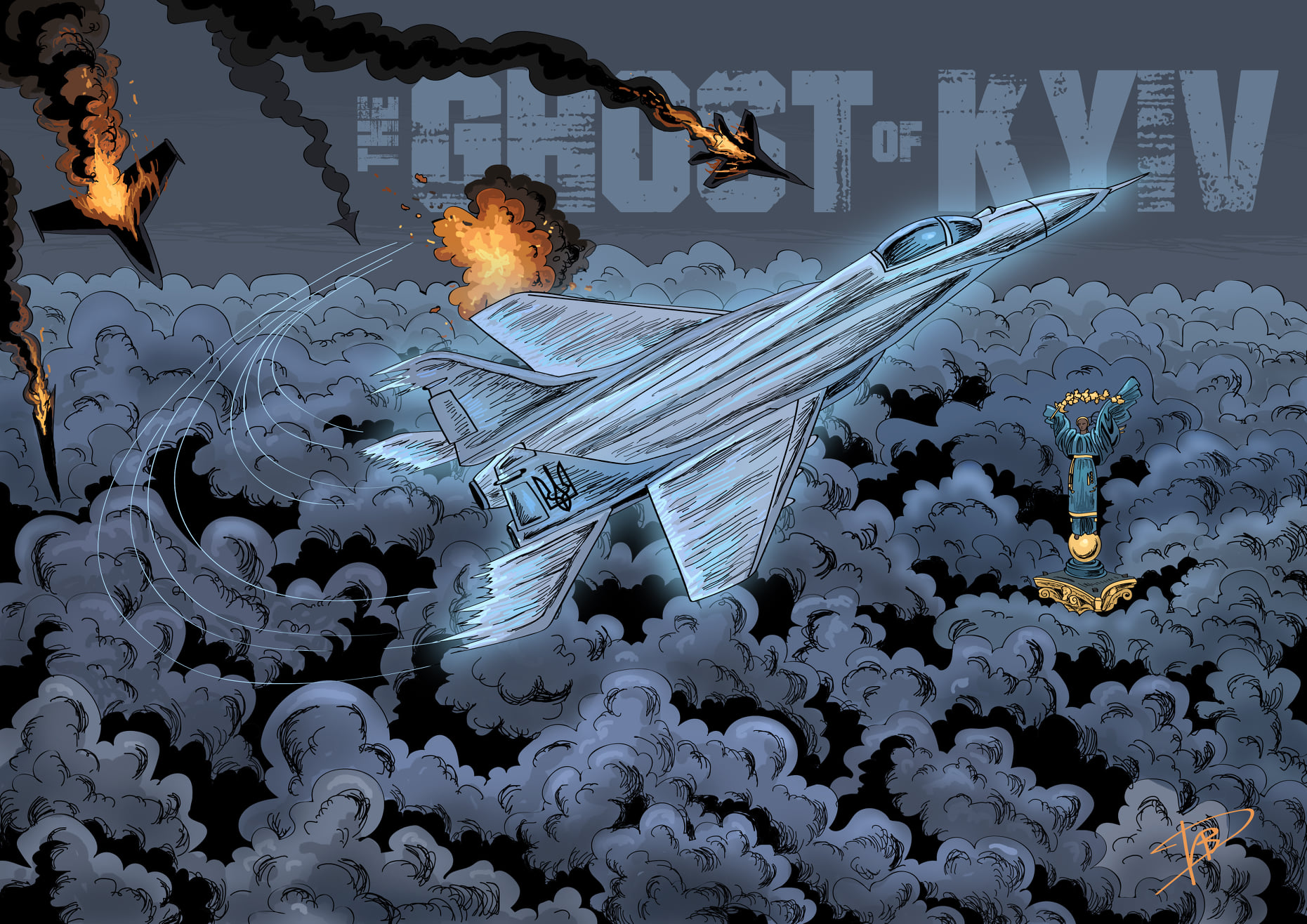
Kyjevský přízrak je jedním z nejúspěšnějších kousků ukrajinské propagandy.

Ukrajinská propaganda během ruské invaze na Ukrajinu měla velký dopad na informační prostor a přitáhla pozornost ukrajinské i světové veřejnosti. S podporou zahraničních konzultantů, zejména amerických lobbistů a vládních úředníků, Ukrajina spustila výkonný PR stroj, vytvářející strukturu mezinárodních reklamních a PR agentur, které aktivně uvádějí připravená informační sdělení do mezinárodního prostoru.
Jedním z aspektu ukrajinské propagandy je potřeba vyvolat emocionální odezvu ukrajinské i světové veřejnosti pomocí extravagantních a dramatických válečných příběhů, jako jsou například příběhy o Kyjevském přízraku, o ukrajinském důchodci, který údajně obyčejnou puškou sestřelil ruský stíhací bombardér Suchoj Su-34, nebo o ukrajinské babičce, která údajně otrávila osm ruských vojáků palačinkami.
Podle Konzervatívného denníku Postoj ukrajinská propaganda sleduje dvě základní roviny. Interně se snaží udržovat disciplínu a morálku své armády zveřejňováním ruských válečných zločinů a zničené ruské techniky. Ukrajinská strana tím zveličuje ruské ztráty a bagatelizuje své vlastní. Druhou rovinou ukrajinské propagandy je komunikace s mezinárodním společenstvím a také nepřímo s ruským vedením. Ukrajinský prezident Volodymyr Zelenskyj se tak snaží získat větší podporu u dalších zemí, žádá o dodávky zbraní a zásob pro ukrajinskou armádu.